# Šifrovaná zpráva
Šifrovaná zpráva (1962, Шифрованная записка) je detektivní román pro děti a mládež, který napsal ruský sovětský spisovatel Lev Andrejevič Kiršner. Jeho hrdiny jsou chlapci Kolja a Žeňa, kteří již jako dospělí vystupují v jeho předcházejícím románu První velký případ (1960, Первое серьезное дело). 

## Obsah románu
Příběh se odehrává brzy po skončení druhé světové války Chlapci Kolja a Žeňa, žáci sedmé třídy, sní o tom, že z nich jednou budou slavní detektivové, že každý z nich se stane sovětským Sherlockem Holmesem. Chtějí se proto na své budoucí předpokládané povolání připravit jednak četbou detektivních a špionážních knih, jednak nepříliš úspěšným „praktickým“ výcvikem, při kterém je stíhají samé nehody. Stále však doufají, že se jim podaří najít svůj velký případ. Díky tomu nejsou také jejich školní výsledky příliš dobré.
Jednoho dne tráví Kolja celé dopoledne za školou a před postranním křídlem domu, kde bydlí, najde lístek s německým textem, který chlapci přeložili jako „Být pozorný, nelelkovat, ukázat I., poslouchat L., varovat se V. a vítězství se dostaví. Tady je zakopaný pes. V případě úspěchů dostanete 4. Stůl.“ Namísto stůl (Tisch) je sice ve zprávě pouze Tsch, ale to chlapci považují za překlep. Text podle mínění obou chlapců obsahuje šifru a proto se pustí horlivě do pátrání. Zjistí celou řadu podivných okolností, které svědčí o tom, že ze strany tajné fašistické organizace hrozí sabotáž (výbuch pomocí dynamitu). Dokonce se jim podaří odhalit osoby, které se skrývají pod I., L. a V.
Na konci vyšetřování je však čeká nemilé překvapení, když zjistí, že lístek ve skutečnosti napsal důvěrník třídy Jurka Čisťakov, aby si z nich udělal legraci. Zpráva ve skutečností zní: „Být pozorný, nezameškávat, projevit horlivost (Inbrunst), poslouchat učitele (Lehrern), varovat se čtyřek (Vieren) a vítězství se dostaví. Tady je zakopaný pes. V případě úspěchu dostanete 4." Čtyřkou Jurka myslel, že každý z nich dostane maximálně dvojku. A to Tsch je začátek německy přepsaného Jurkova příjmení Tschistjakov.

## Česká vydání
- Šifrovaná zpráva, SNDK, Praha 1965, přeložil Ondřej J. Sekora.